# Congressional Progressive Caucus
Il Congressional Progressive Caucus (CPC) è il più grande caucus democratico degli Stati Uniti, con 71 membri dichiarati, e lavora per far progredire le questioni e le posizioni progressiste.
Il CPC è stato fondato nel 1991, e conta oggi più di novanta iscritti. Il Caucus è presieduto dalla deputata Pramila Jayapal (D-WA).

## Storia
Il Congressional Progressive Caucus, è stato istituito nel 1991 da cinque membri della Camera dei Rappresentanti: i deputati Ron Dellums (D-CA), Lane Evans (D-IL), Peter DeFazio (D-OR), Maxine Waters (D-CA), e Bernie Sanders (I-VT).
Bernie Sanders fu il primo organizzatore, il quale fece preoccupare gli altri membri per le difficoltà economiche imposte dalla recessione, e la crescente disuguaglianza indotta dalla timidezza della risposta del Partito Democratico.
Ulteriori membri si sono iscritti in seguito, fra questi:  Major Owens (D-NY), Nydia Velázquez (D-NY), David Bonior (D-MI), Bob Filner (D-CA), Barney Frank (D-MA), Maurice Hinchey (D-NY), Jim McDermott (D-WA), Jerrold Nadler (D-NY), Patsy Mink (D-HI), George Miller (D-CA), Pete Stark (D-CA), John Olver (D - MA), Lynn Woolsey (D-CA), e Nancy Pelosi (D-CA).

## Ideologia
L'ideologia del CPC è espressamente dichiarata nel suo sito ufficiale: assistenza sanitaria di alta qualità, il diritto di tutti i lavoratori ad organizzarsi in sindacati e di impegnarsi nella contrattazione collettiva, l'abolizione di porzioni significative dell'USA PATRIOT Act, la legalizzazione del matrimonio omosessuale, un ritiro completo dalla guerra in Iraq, un aumento delle aliquote fiscali per le persone benestanti, tagli fiscali per gente meno benestante e un aumento della spesa sociale da parte del Governo Federale.

## Sostenitori dell'organizzazione
L'organizzazione no-profit più strettamente connessa al CPC è l'American Progressive Caucus Policy Foundation, la quale opera per collegare il CPC al di fuori del Congresso.
Inoltre, si allacciano al sostenimento del CPC una serie di organizzazioni, tra cui l'Institute for Policy Studies, la rivista The Nation, MoveOn.org, e la National Priorites Project.

## Composizione attuale

### Senato degli Stati Uniti

#### Vermont
- Bernie Sanders

### Camera dei rappresentanti degli Stati Uniti

#### Arizona
- Raúl Grijalva (AZ-7)

#### California
- Jared Huffman (CA-2)
- John Garamendi (CA-8)
- Mark DeSaulnier (CA-10)
- Barbara Lee (CA-12)
- Ro Khanna (CA-17)
- Jimmy Panetta (CA-19)
- Judy Chu (CA-28)
- Grace Napolitano (CA-31)
- Brad Sherman (CA-32)
- Jimmy Gomez (CA-34)
- Ted Lieu (CA-36)
- Sydney Kamlager-Dove (CA-37)
- Linda Sánchez (CA-38)
- Mark Takano (CA-39)
- Robert Garcia (CA-42)
- Maxine Waters (CA-43)
- Nanette Barragán (CA-44)
- Katie Porter (CA-47)
- Mike Levin (CA-49)
- Sara Jacobs (CA-51)
- Juan Vargas (CA-52)

#### Carolina del Nord
- Valerie Foushee (NC-4)
- Alma Adams (NC-12)

#### Colorado
- Diana DeGette (CO-1)
- Joe Neguse (CO-2)

#### Connecticut
- Rosa DeLauro (CT-3)

#### Delaware
- Lisa Blunt Rochester (DE-AL)

#### Florida
- Darren Soto (FL-9)
- Maxwell Frost (FL-10)
- Sheila Cherfilus-McCormick (FL-20)
- Frederica Wilson (FL-24)

#### Georgia
- Hank Johnson (GA-4)
- Nikema Williams (GA-5)

#### Hawaii
- Jill Tokuda (HI-2)

#### Illinois
- Jonathan Jackson (IL-1)
- Delia Ramirez (IL-3)
- Jesús García (IL-4)
- Danny K. Davis (IL-7)
- Jan Schakowsky (IL-9)

#### Indiana
- André Carson (IN-7)

#### Kentucky
- Morgan McGarvey (KY-3)

#### Louisiana
- Troy Carter (LA-2)

#### Maine
- Chellie Pingree (ME-1)

#### Maryland
- Kweisi Mfume (MD-7)
- Jamie Raskin (MD-8)

#### Massachusetts
- Jim McGovern (MA-2)
- Lori Trahan (MA-3)
- Ayanna Pressley (MA-7)

#### Michigan
- Debbie Dingell (MI-6)
- Rashida Tlaib (MI-12)
- Shri Thanedar (MI-13)

#### Minnesota
- Ilhan Omar (MN-5) - Vicepresidente

#### Missouri
- Cori Bush (MO-1)

#### Nevada
- Steven Horsford (NV-4)

#### New Jersey
- Donald Norcross (NJ-1)
- Andy Kim (NJ-3)
- Frank Pallone (NJ-6)
- Bonnie Watson Coleman (NJ-12)

#### New York
- Grace Meng (NY-6)
- Nydia Velázquez (NY-7)
- Yvette Clarke (NY-9
- Dan Goldman (NY-10)
- Jerry Nadler (NY-12)
- Adriano Espaillat (NY-13)
- Alexandria Ocasio-Cortez (NY-14)
- Jamaal Bowman (NY-16)
- Paul Tonko (NY-20)

#### Nuovo Messico
- Melanie Stansbury (NM-1)
- Teresa Leger Fernandez (NM-3)

#### Ohio
- Shontel Brown (OH-11)

#### Oregon
- Suzanne Bonamici (OR-1)
- Earl Blumenauer (OR-3)
- Val Hoyle (OR-4)
- Andrea Salinas (OR-6)

#### Pennsylvania
- Brendan Boyle (PA-2)
- Dwight Evans (PA-3)
- Madeleine Dean (PA-4)
- Mary Gay Scanlon (PA-5)
- Matt Cartwright (PA-8)
- Summer Lee (PA-12)
- Chris Deluzio (PA-17)

#### Tennessee
- Steve Cohen (TN-9)

#### Texas
- Veronica Escobar (TX-16)
- Sheila Jackson Lee (TX-18)
- Sylvia Garcia (TX-29)
- Jasmine Crockett (TX-30)
- Greg Casar (TX-35) - Whip
- Lloyd Doggett (TX-37)

#### Vermont
- Becca Balint (VT-AL)

#### Virginia
- Jennifer McClellan (VA-4)
- Don Beyer  (VA-8)

#### Washington
- Pramila Jayapal (WA-7) - Presidente
- Adam Smith (WA-9)

#### Wisconsin
- Mark Pocan (WI-2)
- Gwen Moore (WI-4)

### Non votanti

#### District of Columbia
- Eleanor Holmes Norton (DC-AL)